# Nutrixxion-Abus
Nutrixxion-Abus, foi uma equipa ciclista alemã, de categoria Continental que participava principalmente do UCI Europe Tour.
Teve a sua sede em Dortmund, e foi criado em 2005 baixo o nome Team Sparkasse e principalmente a equipa compunha-se de ciclistas jovens procurando projectar-se dentro do ciclismo.
Uma dessas jovens promessas que passou pela equipa foi o britânico Mark Cavendish, quem estreiou como profissional em julho de 2005 e permaneceu um ano na equipa.
Igualmente, contou com ciclistas de experiência como Dirk Müller, que militou em equipas como a Deutsche Telekom e Mapei-Quick Step, além de ser campeão nacional da Alemanha de estrada em 2006.
Ademais para a temporada de 2011 somou a um ciclista ex-UCI ProTour, Björn Schröder que alinhou pela equipa após deixar as fileiras da desaparecida Team Milram.
A equipa deixou de competir ao finalizar a temporada de 2013.

## Material ciclista
A equipa utilizou bicicletas KTM.
Em temporadas anteriores têm utilizado:
- Corratec (2012)
- Basso (2010)
- Rede Bull (2005-2009)

## Classificações UCI
A partir de 2005 a UCI instaurou os Circuitos Continentais da UCI, onde a equipa está desde que se criou. Tem participado principalmente nas carreiras do UCI Europe Tour, ainda que também o fez nos circuitos restantes. As classificações da equipa e do seu ciclista mais destacado foram as que seguem:

### UCI Europe Tour
| Temporada | Classificação por equipas | Melhor corredor    | Posição |
| 2005      | 64.º                      | André Schulze      | 382.º   |
| 2005-2006 | 42.º                      | Dirk Müller        | 85.º    |
| 2006-2007 | 58.º                      | Richard Faltus     | 286.º   |
| 2007-2008 | 27.º                      | Eric Baumann       | 12.º    |
| 2008-2009 | 29.º                      | Eric Baumann       | 27.º    |
| 2009-2010 | 27.º                      | Steffen Radochla   | 38.º    |
| 2010-2011 | 34.º                      | Grischa Janorschke | 55.º    |
| 2011-2012 | 74.º                      | Michael Schweizer  | 241.º   |
| 2012-2013 | 84.º                      | Grischa Janorschke | 171.º   |

### UCI America Tour
| Temporada | Classificação por equipas | Melhor corredor     | Posição |
| 2005-2006 | 12.º                      | Richard Faltus      | 106.º   |
| 2006-2007 | 29.º                      | Stefan Parinussa    | 220.º   |
| 2007-2008 | 15.º                      | Eric Baumann        | 39.º    |
| 2008-2009 | 40.º                      | Andreas Schillinger | 310.º   |
| 2009-2010 | -                         |                     | -       |

### UCI Asia Tour
| Temporada | Classificação por equipas | Melhor corredor     | Posição |
| 2007-2008 | 58.º                      | Darren Lapthorne    | 295.º   |
| 2008-2009 | 36.º                      | Andreas Schillinger | 94.º    |
| 2009-2010 | 6.º                       | Dirk Müller         | 11.º    |
| 2010-2011 | 24.º                      | Grischa Janorskche  | 93.º    |
| 2011-2012 | 20.º                      | Dirk Müller         | 48.º    |
| 2012-2013 | 37.º                      | Sebastian Körber    | 115.º   |

### UCI Oceania Tour
| Temporada | Classificação por equipas | Melhor corredor  | Posição |
| 2007-2008 | 13.º                      | Darren Lapthorne | 35.º    |

## Palmarés
Para anos anteriores veja-se :Palmarés da Nutrixxion-Abus

### Palmarés 2013
| Datas | Circuito | Carreiras | Ganhador |

## Elenco
Para anos anteriores veja-se:Elencos da Nutrixxion-Abus

### Elenco de 2013
| Nome                | Nascimento | Nacionalidade | Equipa de 2012  |
| Rick Ampler         | 26/11/1989 | Alemanha      | Neoprofissional |
| Holger Burkhardt    | 16/12/1987 | Alemanha      | Nutrixxion Abus |
| Tobias Dohlus       | 15/11/1988 | Alemanha      | Neoprofissional |
| Alexander Gottfried | 05/07/1985 | Alemanha      | Nutrixxion Abus |
| Grischa Janorschke  | 30/05/1987 | Alemanha      | NetApp          |
| Sebastian Körber    | 01/03/1984 | Alemanha      | Nutrixxion Abus |
| Dirk Müller         | 04/08/1973 | Alemanha      | Nutrixxion Abus |
| Alexander Schmitt   | 18/08/1989 | Alemanha      | Nutrixxion Abus |
| Benjamin Sydlik     | 13/09/1990 | Alemanha      | Nutrixxion Abus |
| Max Walsleben       | 23/06/1990 | Alemanha      | Neoprofissional |